# 韋元旦
韋 元旦（い げんたん、生没年不詳）は、中国・唐の詩人。京兆府万年県の出身。
進士に及第して東阿県尉となり、左台監察御史に進んだが、則天武后の寵臣の張易之の姻戚だったため、張易之の失脚とともに、感義（現在の広西チワン族自治区梧州市藤県の西）県尉として流された。しかし中宗の皇后の韋氏の姻戚だったため、その取り成しで罪を許され、主客員外郎から中書舎人に至った。
作品に「興慶池（こうけいち）侍宴応制」がある。

## 伝記資料
- 『新唐書』巻202 列伝第127 文芸中